# مگاپروژه

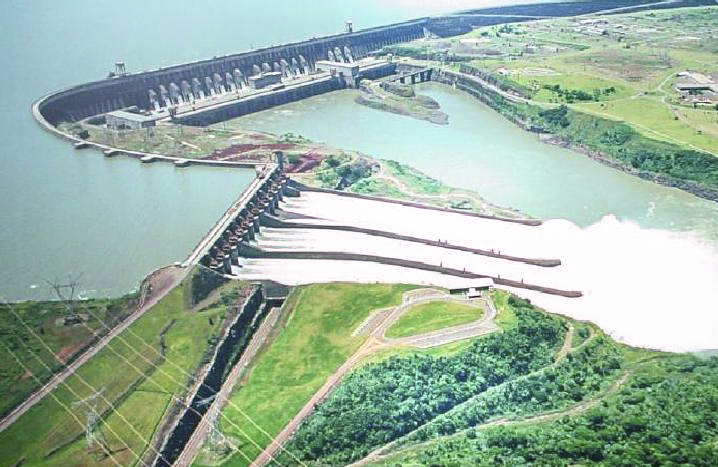
Itaipu Dam, an example of a 20th-century megaproject

پروژه‌های سرمایه‌گذاری شده در مقیاس بسیار بزرگ را مگاپروژه (به انگلیسی: Megaproject) می‌نامند.
بر اساس راهنمای مدیریت مگاپروژه آکسفورد، «مگا پروژه‌ها، پروژه‌های بسیار عظیم و متحول کننده ای هستند که به سرمایه ای بیش از یک میلیارد دلار و چندین سال زمان برای توسعه و ساخت نیاز دارند.»